# Somnia Danielis
Somnia Danielis ("De dromen van Daniël") was een somniarium, een boek waarin dromen worden uitgelegd. Het boek werd toegeschreven aan de profeet Daniël uit de Hebreeuwse Bijbel, maar die had niets met de inhoud van dit dromenboek te maken. De belangrijkste bron is Artemidoros van Daldis (ca. 135 - ca. 200). 
Het boek werd in de Middeleeuwen wijd verspreid. In de proloog van zijn Historie van Troyen deelt Jacob van Maerlant mee dat hij een Sompniarijs vertaald heeft, waarbij het mogelijk om deze Somnia Danielis gaat.
De Somnia Danielis is een alfabetisch geordende woordenlijst van wezens, objecten, gebeurtenissen enzovoort, met daaraan toegevoegd of het in de droom geziene goed of fout geduid moet worden. De tekst begint als volgt:

Arbores videre vel ascendere significat honorem.
Arbores cum fructibus videre significat lucrum.
Arbores aridas videre significat deceptionem.
Arbores magnas videre significat expeditionem.
Arbores abscindere significat dampnum.
Arborem se esse significat infirmitatem.

Vertaald in hedendaags Nederlands:

Bomen zien of bomen beklimmen betekent eer.
Bomen met vruchten zien betekent rijkdom.
Droge bomen zien betekent bedrog.
Grote bomen zien betekent een onderscheiding.
Bomen omhakken betekent schade.
Zelf een boom zijn betekent ziekte.